# Acorigone acoreensis
Acorigone acoreensis là một loài nhện trong họ Linyphiidae.
Loài này thuộc chi Acorigone. Acorigone acoreensis được Jörg Wunderlich miêu tả năm 1992.